# Browar Kingpin
Kingpin – polski rzemieślniczy browar kontraktowy, forma prawna – spółka z ograniczoną odpowiedzialnością, zarejestrowany w Poznaniu.

## Historia
Browar Kingpin został założony w 2014 roku przez Marka Kamińskiego (Poznań) – piwnego sensoryka, piwowara, sędziego PSPD, międzynarodowego sędziego BJCP, Wojciecha Usaka (Poznań), Bartosza Kluczyńskiego (Poznań) i Michała Kopika (Warszawa) – piwowara, piwnego blogera, sensoryka, piwowara domowego, sędziego PSPD i BJCP. Obecnie właścicielami są Marek Kamiński i Sylwia Kościelska. W latach 2014–2018 głównym piwowarem był Michał Kopik, od 2019 roku głównym piwowarem jest Marek Kamiński. Browar rozpoczął działalność w sierpniu 2014 roku debiutując na rynku dwoma piwami: Rocknrolla – piwo w stylu American pale ale (APA) z dodatkiem skórki gorzkiej pomarańczy Curaçao i liści werbeny cytrynowej oraz Berserker – piwo w stylu Black India Pale Ale (Cascadian Dark Ale) z dodatkiem wrzosu, jaśminu i skórki słodkiej pomarańczy. Premiera obydwu piw odbyła się w lokalu Kufle i Kapsle w Warszawie oraz w lokalu Piwna Stopa w Poznaniu. W grudniu 2016 roku browar rozpoczął współpracę z Browarem Niechanowo, zachowując w ofercie piwa z Browaru Zarzecze. W Browarze Niechanowo warzono osobną linię piw nazwaną Kingpin Stories. W listopadzie 2017 roku browar zakończył współpracę z Browarem Niechanowo i zaprzestał oferowania piw w linii Kingpin Stories. W pierwszym półroczu 2019 roku browar zaproponował kilka warek uwarzonych w nowo powstałym Browarze Sady, a od maja 2019 roku rozpoczął współpracę z Browarem Błonie, jednocześnie cały czas kontynuując współpracę z Browarem Zarzecze. Obecnie piwa browaru są produkowane w Browarze Zarzecze i Browarze Błonie. Autorem etykiet jest gdyński ilustrator Patryk Hardziej. W przeszłości browar współpracował również z innymi polskim ilustratorami młodego pokolenia: Maciejem Paluszyńskim, Alkiem Morawskim, Mateuszem Kołkiem, Karolem Banachem, Izą Dudzik i Magdaleną Pągowską.

## Nagrody i wyróżnienia
- 2015
  - Złoty medal w kategorii India Pale Ale dla piwa Mandarin podczas Konkursu Piw Rzemieślniczych w Poznaniu[6]
  - Złoty medal w kategorii Dark Strong Ale dla piwa Turbo Geezer podczas konkursu Golden Beer Poland w Warszawie[7]
- 2016
  - Brązowy medal w kategorii Dark Ale dla piwa Turbo Geezer podczas konkursu Good Beer Poland w Warszawie[8]
  - Złoty medal w kategorii Specialty IPA dla piwa Headbanger podczas konkursu Good Beer Poland w Warszawie[8]
  - Srebrny medal w kategorii American IPA dla piwa Mandarin podczas konkursu Good Beer Poland w Warszawie[9]
- 2017
  - Złoty medal w kategorii Specialty IPA dla piwa Headbanger podczas konkursu Good Beer Poland w Warszawie[10]
  - Złoty medal w kategorii Piwa Wędzone dla piwa Aficionado podczas konkursu Good Beer Poland w Warszawie[10]
  - Brązowy medal w kategorii Ciemne Ale dla piwa Turbo Geezer podczas konkursu Good Beer Poland w Warszawie[10]
  - Brązowy medal w kategorii Belgian and French Ale dla piwa Fake Lancelot podczas konkursu Good Beer Poland w Warszawie[10]
  - Złoty medal w kategorii Piwo Dymione dla piwa Aficionado podczas Konkursu Piw Rzemieślniczych Kraft Roku w Poznaniu[11]
- 2018
  - Brązowy medal w kategorii Foreign Extra Stout dla piwa Turbo Geezer podczas konkursu Barcelona Beer Challenge w Barcelonie (Hiszpania)[12]
  - Brązowy medal w kategorii Baltic Porter dla piwa Angel Of Temptation podczas konkursu Barcelona Beer Challenge w Barcelonie (Hiszpania)[12]
  - Złoty medal w kategorii Porter dla piwa Angel Of Temptation podczas konkursu Concours International de Lyon w Lyonie (Francja)[13]
  - Srebrny medal w kategorii Imperial Stout dla piwa Imperial Geezer podczas konkursu Concours International de Lyon w Lyonie (Francja)[13]
  - Srebrny medal w kategorii Fruit Beer dla piwa Lunatic podczas konkursu Concours International de Lyon w Lyonie (Francja)[13]
- 2019
  - Złoty Medal w kategorii Stout/Porter dla piwa Turbo Geezer w konkursie Frankfurt International Trophy we Frankfurcie (Niemcy)[14]
  - Srebrny Medal w kategorii Wild & Sour Ale dla piwa Kahuna w Profesjonalnym Konkursie Piw Good Beer w Lublinie[15]
  - Srebrny Medal w kategorii American Pale Ale dla Piwa Simpleasy w Profesjonalnym Konkursie Piw Good Beer w Lublinie[15]
  - Brązowy Medal w kategorii Speciality IPA dla piwa Phantom w Profesjonalnym Konkursie Piw Good Beer w Lublinie[15]
  - Złoty medal w kategorii Saison dla piwa Stigma w konkursie Greater Poland Beer Cup w Poznaniu
  - Złoty medal w kategorii Mocne Ale dla piwa Full Contact Bourbon Barrel Aged w konkursie Greater Poland Beer Cup w Poznaniu
  - Best in Show / the Greatest Beer dla piwa Full Contact Bourbon Barrel Aged w konkursie Greater Poland Beer Cup w Poznaniu
  - Brązowy medal w kategorii Saison dla piwa Stigma w Konkursie Piw Rzemieślniczych Kraft Roku w Bronisławowie[16]
- 2020
  - Srebrny medal w kategorii Saison dla piwa Stigma w konkursie Concours International de Lyon w Lyonie (Francja)[17]
  - Złoty medal w kategorii Ciemne Ale dla piwa Turbo Geezer w Profesjonalnym Konkursie Piw Good Beer w Lwówku Śląskim[18]
  - Srebrny medal w kategorii Jasny Lager dla piwa Pils w Profesjonalnym Konkursie Piw Good Beer w Lwówku Śląskim[18]
  - Brązowy medal w kategorii American IPA dla piwa Mandarin w Profesjonalnym Konkursie Piw Good Beer w Lwówku Śląskim[18]
  - Brązowy medal w kategorii Bohemial-Style Pilsner dla piwa Pils w konkursie Brussels Beer Challenge w Brukseli[19]

## Portfolio browaru
- Piwa w produkcji (stan na styczeń 2021 roku)
  - Rocknrolla – American Pale Ale (APA) z dodatkiem werbeny cytrynowej i skórki gorzkiej pomarańczy, alk. 5,3%, eks. 12,0° Blg
  - Mandarin – American India Pale Ale (AIPA) leżakowane na liściach zielonej herbaty Sencha, alk. 7,3%, eks. 16,5° Blg
  - Phantom – White India Pale Ale z dodatkiem liści limonki kaffir, alk. 6,5%, eks. 15,5° Blg
  - Lunatic – Witbier z dodatkiem grillowanych cytryn i gujawy, alk. 5,2%, eks. 12,0° Blg
  - Kahuna – Sour Hazy Session India Pale Ale, alk. 5,0%, eks. 14,0° Blg
  - Simpleasy – New England Pale Ale, alk. 4,1%, eks. 10,5° Blg
  - Maestro – New England India Pale Ale (NEIPA), alk. 6,0%, eks. 16,5° Blg
  - Headbanger – Imperial India Pale Ale (IIPA), alk. 8,6%, eks. 19,1° Blg
  - Turbo Geezer – Double Irish Espresso Stout z dodatkiem espresso z brazylijskiej kawy single origin Yellow Bourbon, wanilii burbońskiej, laktozy i ciemnego cukru kandyzowanego, leżakowane na płatkach dębowych whisky, alk. 8,3%, eks. 19,1° Blg
  - Trigger Happy – Double India Pale Ale (DIPA) El Dorado Azacca, alk. 7,5%, eks. 19,1° Blg
  - Golden Ale – Golden Ale, alk. 4,7%, eks. 11,0° Blg
  - Full Speed Or Nothing – India Pale Ale (IPA) Cashmere Sultana, alk. 5,6%, eks. 15,5° Blg
  - Everlong – Double India Pale Ale (DIPA) Citra Idaho 7, alk. 7,8%, eks. 19,1° Blg
  - Scuba – Double IPA (DIPA) Chinook Waimea, alk. 7,5%, eks. 19,1° Blg
  - Stigma – Saison, alk. 7,5%, eks. 15,5° Blg
  - Beatnik Junior – Session Brut India Pale Ale, alk. 5,7%, eks. 10,5° Blg
  - Pixie Dust – Triple New England India Pale Ale, alk. 9,0%, eks. 24,5° Blg
  - Fidelity – Double India Pale Ale (DIPA), alk. 8,0%, eks. 19,1° Blg
  - Top Dollar – West Coast India Pale Ale, alk. 7,4%, eks. 16,5° Blg
  - Pils – Pils, alk. 4,7%, eks. 11,5° Blg
  - Weizen – Piwo pszeniczne, alk. 4,8%, eks. 12,0° Blg
  - Debonair – Oatmeal Stout, alk. 5,1%, eks. 14,0° Blg
  - Porter Bałtycki – Porter bałtycki, alk. 7,5%, eks. 19,1° Blg
  - Imperial Geezer – Imperial Espresso Stout z dodatkiem espresso z brazylijskiej kawy single origin Yellow Bourbon leżakowanej w beczce po whiskey, wanilii burbońskiej, laktozy i ciemnego cukru kandyzowanego, leżakowane na płatkach dębowych whisky, alk. 9,1%, eks. 24,5° Blg
  - Berserker – Black India Pale Ale (BIPA, Cascadian Dark Ale) z dodatkiem wrzosu, jaśminu i skórki słodkiej pomarańczy, alk. 7,0%, eks. 16,5° Blg
  - Marquis – Dark Braggot z dodatkiem miodu wielokwiatowego uwarzone w kooperacji z litewskim browarem Genys Brewing, alk. 12,5%, eks. 30,0° Blg
- Piwa już nieprodukowane
  - Diggler – Hazelnut Porter z dodatkiem orzechów laskowych, alk. 5,1%, eks. 13,1° Blg
  - Cajaneiro – Session India Pale Ale z dodatkiem owoców càja, alk. 4,7%, eks. 11,5° Blg
  - Gratzhainer – hybryda Grodziskiego i Lichtenhainera, piwo uwarzone w kooperacji z niemieckim browarem Freigeist Bierkultur, alk. 5,4%, eks. 11,0° Blg
  - Till Dawn – American India Pale Ale z trawą cytrynową i zestem z limonki i imbirem, piwo uwarzone w kooperacji z krakowskim browarem Pracownia Piwa, alk. 6,8%, eks. 16,5° Blg
  - Geezer – Irish Espresso Stout z dodatkiem espresso z kawy single origin Yellow Bourbon, wanilii burbońskiej i laktozy, leżakowane na płatkach dębowych whisky, alk. 6,4%, eks. 16,5° Blg
  - Shaman – Red Summer Ale z hibiskusem i dziką różą, alk. 4,5%, eks. 10,5° Blg
  - Vandal – Rye India Pale Ale z dodatkiem owoców jałowca, alk. 7,1%, eks. 16,5° Blg
  - Aficionado – Peated Coffee and Tea Ale z dodatkiem kawy espresso Kefa oraz liści herbaty Lapsang Souchong, alk. 7,0%, eks. 16,5° Blg
  - Muerto – dyniowe piwo sezonowe – Pumpkin Ale z dodatkiem owoców rokitnika, alk. 7,0%, 16,5° Blg
  - Gosebuster – Dark Salted Caramel Gose, piwo uwarzone w kooperacji z niemieckim browarem Freigeist Bierkultur, alk. 4,7%, eks. 12,0° Blg
  - Clandestino – Wheat India Pale Ale, alk. 5,1%, eks. 15,5° Blg
  - Badass Basil – Apple & Basil American India Pale Ale z dodatkiem przecieru z jabłka i bazylii uwarzone w kooperacji z francuskim browarem La Débauche, alk. 7,1%, eks. 15,5° Blg
  - Alphonse – Grisette z rumiankiem, alk. 4,5%, eks. 10,5° Blg
  - Beatnik – Brut India Pale Ale, alk. 6,3%, eks. 12,0° Blg
  - Amadeo – Raspberry Milkshake IPA z malinami, alk. 4,3%, eks. 15,5° Blg
  - Giorgio – Cherry Milkshake IPA z wiśniami, alk. 4,6%, eks. 15,5° Blg
  - Fabio – Blackcurrant Milkshake IPA z czarną porzeczką, alk. 4,6%, eks. 15,5° Blg
  - Señor Ehuehue – Coffee Milkshake Double IPA z cold brew z kawy Gwatemala Huehuetenango, alk. 5,7%, eks. 19,1° Blg
  - King Kapia – Foreign Extra Stout z wędzoną czerwoną papryką, liśćmi kolendry i czarnym pieprzem uwarzone w kooperacji z węgierskim browarem Monyo Brewing, alk. 5,5%, eks. 16,5° Blg
  - Harder – Simcoe Single Hop India Pale Ale z marakują, alk. 6,1%, eks. 15,5° Blg
  - Faster – Cascade Single Hop India Pale Ale z calamansi, alk. 6,1%, eks. 15,5° Blg
  - Most Wanted – American Wheat Ale, alk. 4,9%, eks. 12,0° Blg
  - Hello Stranger – Milk Stout, alk. 5,3%, eks. 15,0° Blg
  - Motör Karma – American Pale Ale, alk. 5,3%, eks. 12,0° Blg
  - Fake Lancelot – Saison, alk. 6,3%, eks. 14,0° Blg
  - Intergalactic – Hoppy Lager, alk. 5,0%, eks. 12,0° Blg
  - Cherokee Blues – American India Pale Ale (AIPA), alk. 7,2%, eks. 16,0° Blg
  - Backyard Bully – Belgian India Pale Ale, alk. 7,2%, eks. 16,0° Blg
  - Mother Venus – Pineapple & Melon Imperial Gose z dodatkiem aromatów naturalnych ananasa i melona, alk. 9,6%, eks. 25,0° Blg
  - Angel Of Temptation – Imperial Baltic Porter, alk. 9,6%, eks. 25,0° Blg
  - Charming – Chocolate Rye Stout, alk. 8,2%, eks. 20,0° Blg
  - Slap & Smack – Extreme India Pale Ale, alk. 6,0%, eks. 14,0° Blg
  - Better – Centennial Single Hop India Pale Ale z kiwi, alk. 5,7%, eks. 14,0° Blg
  - Space Lord – Double Dry Hopped (DDH) Double India Pale Ale (DIPA) Citra Huell Melon, alk. 8,0%, eks. 20,0° Blg
  - Lowrider – Midwest India Pale Ale, piwo uwarzone w kooperacji z lokalem gastronomicznym Up In Smoke BBQ w Poznaniu, alk. 7,0%, eks. 16,0° Blg
  - Beatnik Rosé – Rosé Brut India Pale Ale z sokiem z żurawiny i hibiskusem, alk. 5,7%, eks. 10,5° Blg